# 実相寺 (川口市)
実相寺（じっそうじ）は、埼玉県川口市領家にある日蓮宗の寺院。山号は本覚山。旧本山は大本山正中山法華経寺、達師法縁(繁珠会)。植髪鬼子母神を祀る。かつては中本山であった。

## 歴史
貞治2年（1363年）日祐（中山法華経寺3世）が建てた法華堂が起源。明徳2年（1391年）日通（日祐の高弟で本間五郎重元の孫）が寺とした。明治9年（1876年）火災で本堂を焼失した。

## 境内
- 本堂
- 鐘楼

## 旧末寺
日蓮宗は昭和16年（1941年）に本末を解体したため、現在では、旧本山、旧末寺と呼びならわしている。
- 深西山圓受院（深谷市西島）

## 参考資料
- 日蓮宗寺院大鑑編集委員会『宗祖第七百遠忌記念出版 日蓮宗寺院大鑑』大本山池上本門寺 (1981年)
- 「領家村 実相寺」『新編武蔵風土記稿』 巻ノ140足立郡ノ6、内務省地理局、1884年6月。NDLJP:763998/6。

## 公式サイト
- 公式ウェブサイト（日本語）